# Espada caballeresca
En la Alta Edad Media europea, la espada caballeresca típica (a veces categorizada académicamente como espada de  caballero, espada armada o, en su totalidad, espada armada de caballero) era un arma recta de doble filo a una sola mano, con empuñadura cruciforme y una longitud de hoja de unos 70 a 80 centímetros (28 a 31 plg). Este tipo se representa con frecuencia en obras de arte de época y se han conservado arqueológicamente numerosos ejemplares.
La espada altomedieval de la época románica (siglos X al XIII) se desarrolló gradualmente a partir de la espada vikinga del siglo IX. En el período medieval tardío (siglos XIV y XV), las formas tardías de estas espadas continuaron usándose, pero a menudo como arma de mano, en ese momento llamadas "espadas armadas" y en contraste con las espadas largas más pesadas, a dos manos.
Aunque la mayoría de las espadas 

## Terminología

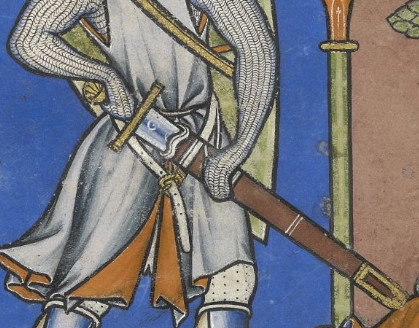
Detalle de una espada desenvainándose, Biblia de Morgan fol. 28v, c. 1250.

El término "espada armada" (del francés espées d'armes) se usó por primera vez en el siglo XV para referirse al tipo de espada de una mano después de que dejó de servir como arma principal y estaba en camino de usarse como espada lateral. "Armar espada" en el uso medieval tardío se refiere específicamente al estoque cuando se usa como arma de mano, pero como término moderno también puede referirse a cualquier espada de una mano en un contexto medieval tardío. Los términos "espada caballeresca" o "espada de caballero" son retrónimos modernos para especificar la espada del período medieval alto.
La terminología del período para las espadas es algo fluida. En su mayoría, el tipo común de espada en un período determinado simplemente se denominaría "espada" (inglés swerde , francés espée, latín gladius etc. ). Durante el período alto medieval, las referencias a las espadas como "gran espada" (grete swerd , grant espée) o "pequeña" o "espada corta" ( espée courte , parvus ensis ) no indica necesariamente su morfología, sino simplemente su tamaño relativo. Oakeshott (1964) señala que esto cambia a finales del período medieval, comenzando hacia fines del siglo XIII, cuando la "espada bastarda" apareció como un tipo temprano de lo que se convertiría en la espada larga del siglo XV.

## Historia

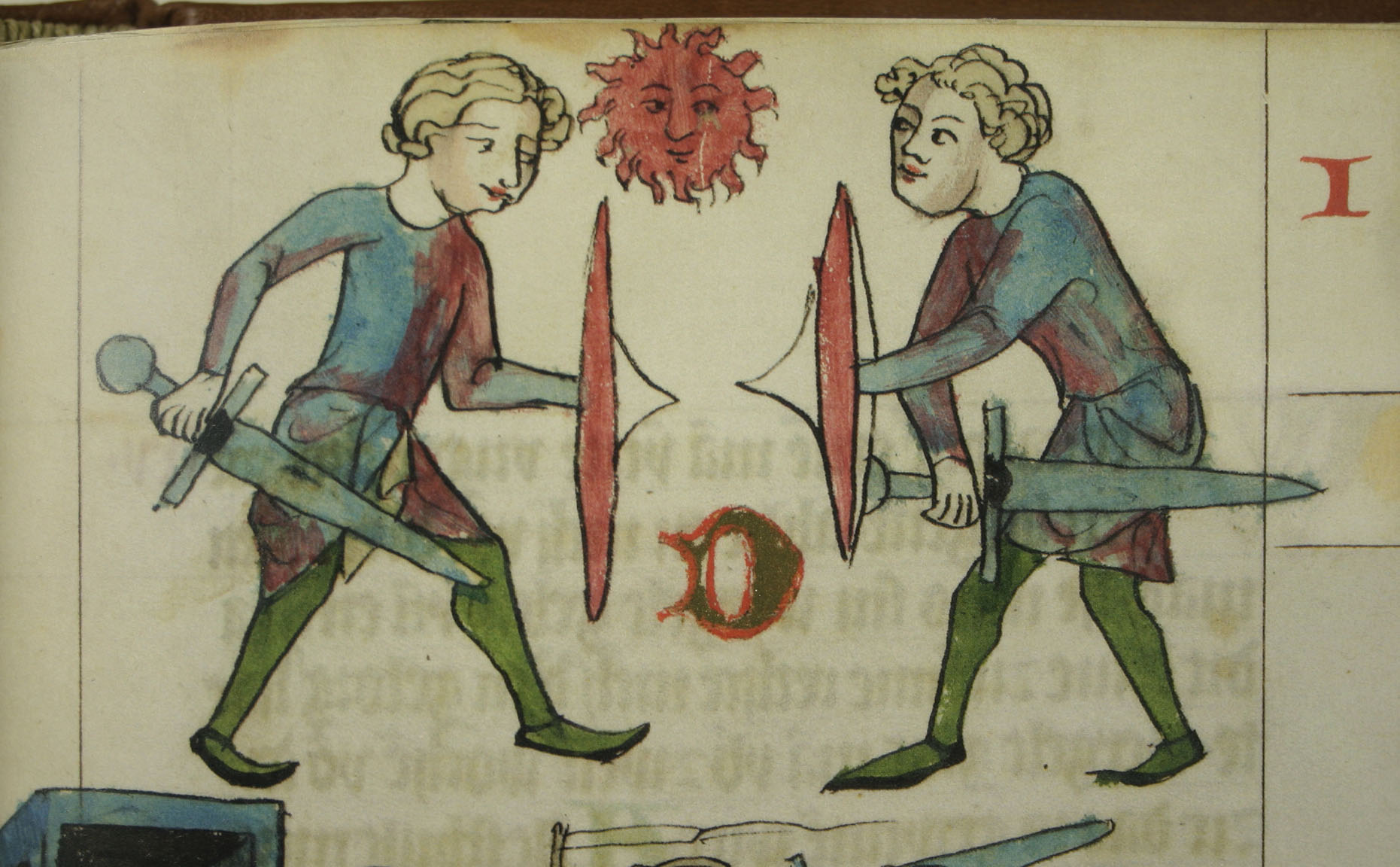
Combate judicial con espada y escudo representado en el Sachsenspiegel,.

La espada caballeresca se desarrolla en el siglo XI a partir de la espada vikinga . El desarrollo morfológico más evidente es la aparición del guardamanos o cruceta. Las espadas de transición del siglo XI también se conocen como espadas normandas. Ya en el siglo X, algunas de las "más finas y elegantes" de espadas "vikingas" (en realidad carolingias/francas) del tipo Ulfberht comenzaron a exhibir una geometría de hoja más delgada, moviendo el centro de masa más cerca de la empuñadura para mejorar su manejabilidad.

## Morfología
La tipología más extendida para la espada medieval fue desarrollada por Ewart Oakeshott en 1960, basada principalmente en la morfología de la hoja. Oakeshott (1964) introdujo una tipología adicional para formas de empuñadura.
Una tipología más reciente se debe a Geibig (1991). La tipología de Geibig se centra en las espadas del período continental de transición del período temprano al alto medieval (principios del siglo VIII a finales del siglo XII) y no se extiende al período medieval tardío.
La longitud de la hoja era generalmente de 69 a 81 centímetros (27 a 32 plg); sin embargo, existen ejemplos de 58 a 100 centímetros (23 a 39 plg). Las empuñaduras eran más comúnmente del tipo "nuez de Brasil" alrededor de 1000-1200 d. C., apareciendo la empuñadura de rueda en el siglo XI y predominando desde el siglo XIII al XV.
Sin embargo, Oakeshott es enfático en el punto de que una espada medieval no puede ser fechada de manera concluyente en base a su morfología. Si bien existen algunas tendencias generales en el desarrollo de la moda, muchos de los estilos más populares de pomo, empuñadura y hoja siguen en uso a lo largo de la Alta Edad Media.

### Espada
Las "espadas de caballero" comunes del período altomedieval (siglos XI a principios del XII) se clasifican en los tipos X a XII.
El tipo X es la espada normanda que se desarrolló a partir de la espada vikinga medieval temprana en el siglo XI. El tipo XI muestra el desarrollo hacia un punto más estrecho observado durante el siglo XII. El tipo XII es un desarrollo posterior, típico durante todo el período de las cruzadas, que muestra una hoja afilada con un fuller acortado. El subtipo XIIa comprende las "grandes espadas" más largas y masivas que se desarrollaron a mediados del siglo XIII, probablemente diseñadas para contrarrestar las mejoras en la armadura de malla; estos son los predecesores de la espada larga medieval tardía (espada de Cawood).

El tipo XIII es la espada caballeresca típica de finales del siglo XIII. Las espadas de este tipo tienen hojas largas y anchas con filos paralelos, terminadas en una punta redondeada o espatulada, y con una sección transversal en forma de lente. Las empuñaduras se vuelven algo más largas, unos 15 cm, para permitir el uso ocasional con dos manos. Las empuñaduras son en su mayoría de forma de nuez de Brasil o disco. El subtipo XIIIa tiene hojas y empuñaduras más largas. Estas son las "grandes espadas" caballerescas, o Grans espées d'Allemagne, que se convirtieron sin problemas en el tipo de espada larga en el siglo XIV. El subtipo XIIIb describe espadas más pequeñas de una mano de forma similar. La forma clasificada como tipo XIV se desarrolla hacia el final del período altomedieval, alrededor de 1270, y siguió siendo popular durante las primeras décadas del siglo XIV. A menudo se representan en las efigies de las tumbas de los caballeros ingleses de la época, pero hay pocos especímenes supervivientes. Las continuaciones de la espada caballeresca como el tipo de "espada armada" del período medieval tardío corresponden a los tipos Oakeshott XV, XVI y XVIII.

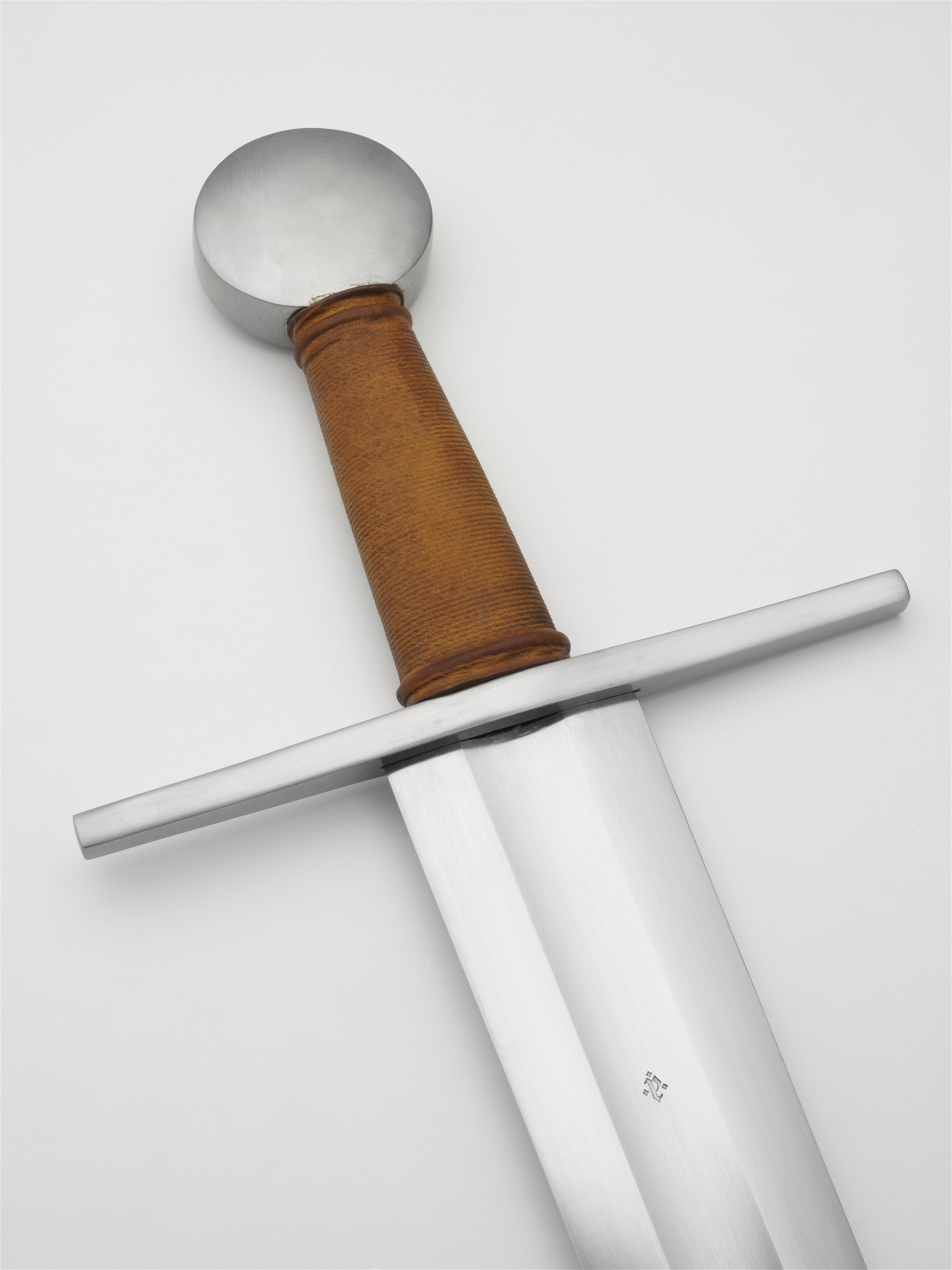
Réplica de una espada normanda tipo X, típica de mediados del siglo XI al XII
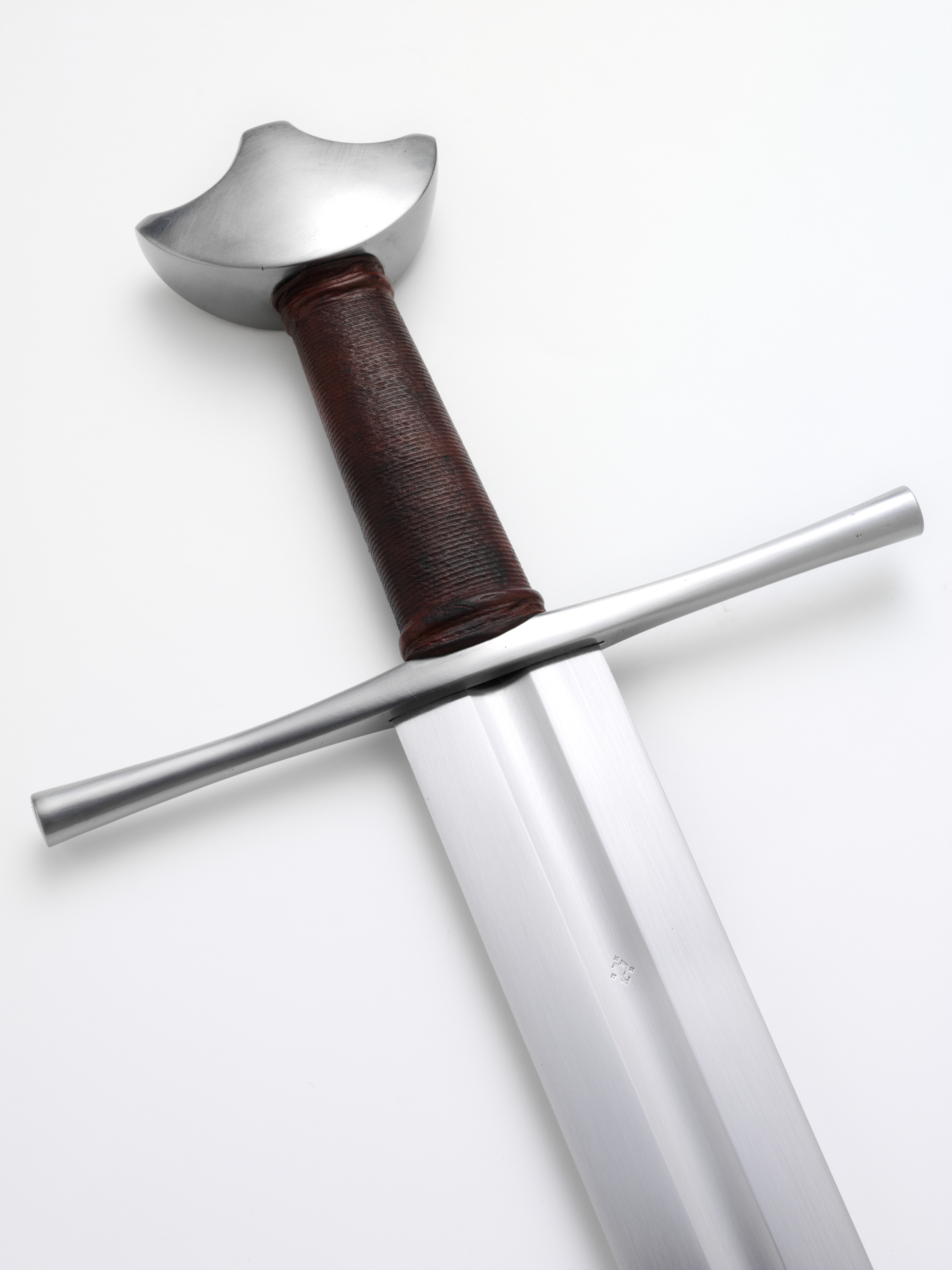
Réplica de espada tipo XI con pomo "cocked-hat" (tipo D), típica de principios del siglo XIII
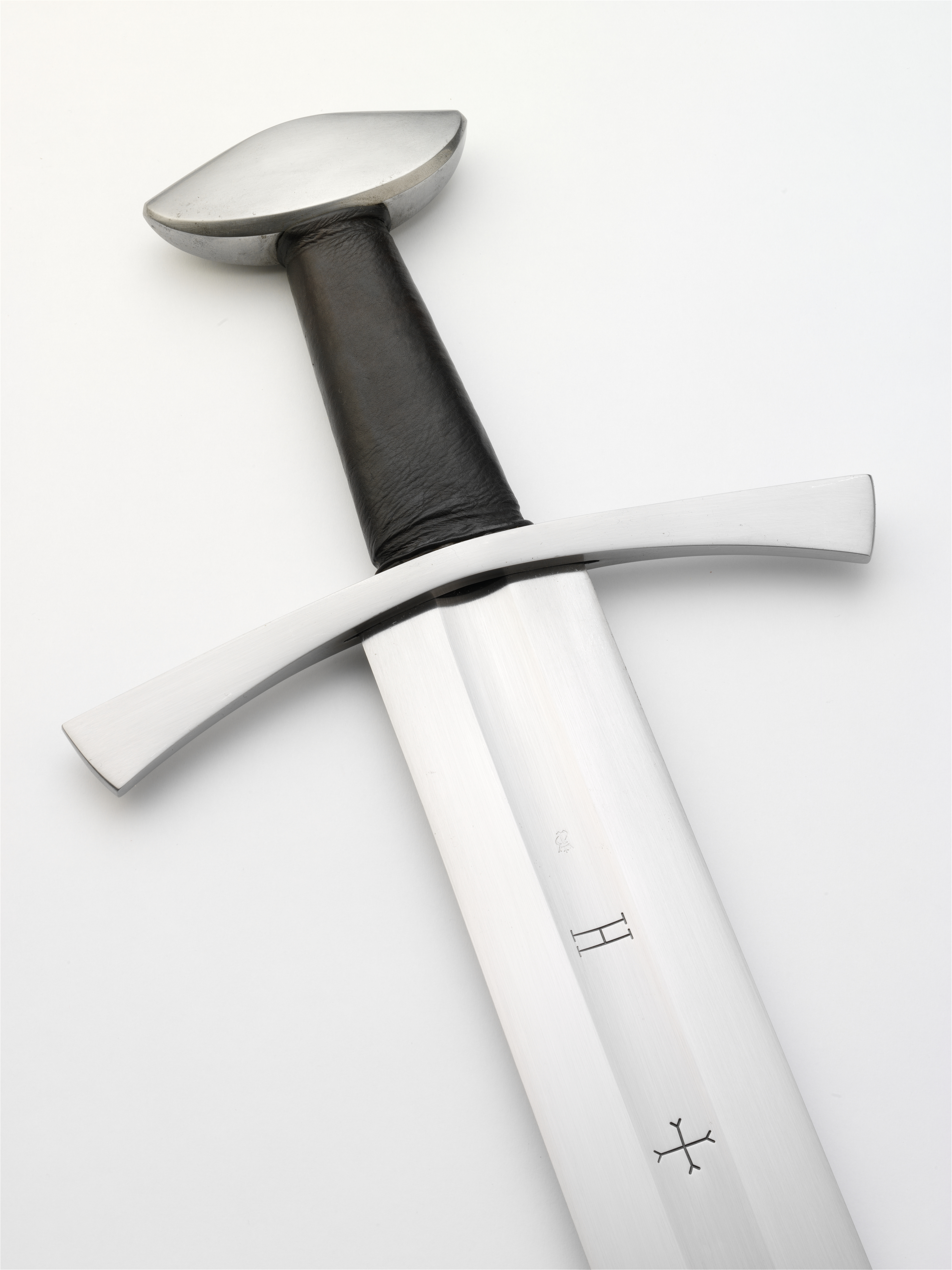
Réplica de la "Espada de San Mauricio" conservada en Turín, una espada tipo XII con pomo de "nuez de Brasil" (tipo A)
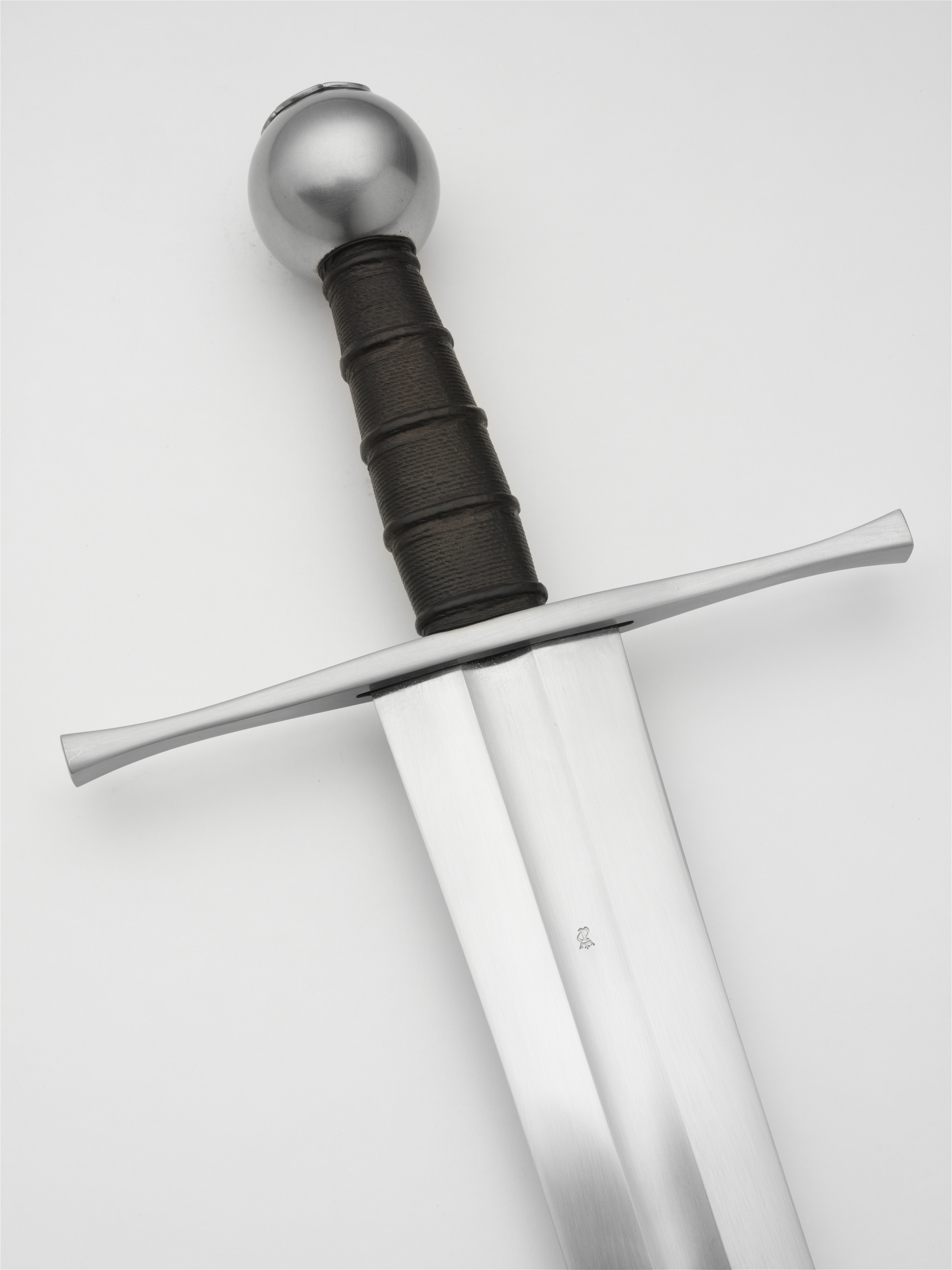
Réplica de la espada "Tritonia" (guardada en el Museo de Estocolmo Medieval, Suecia, fechada hacia c. 1300), una espada tipo XIIIb con un raro tipo de pomo esférico (tipo R)
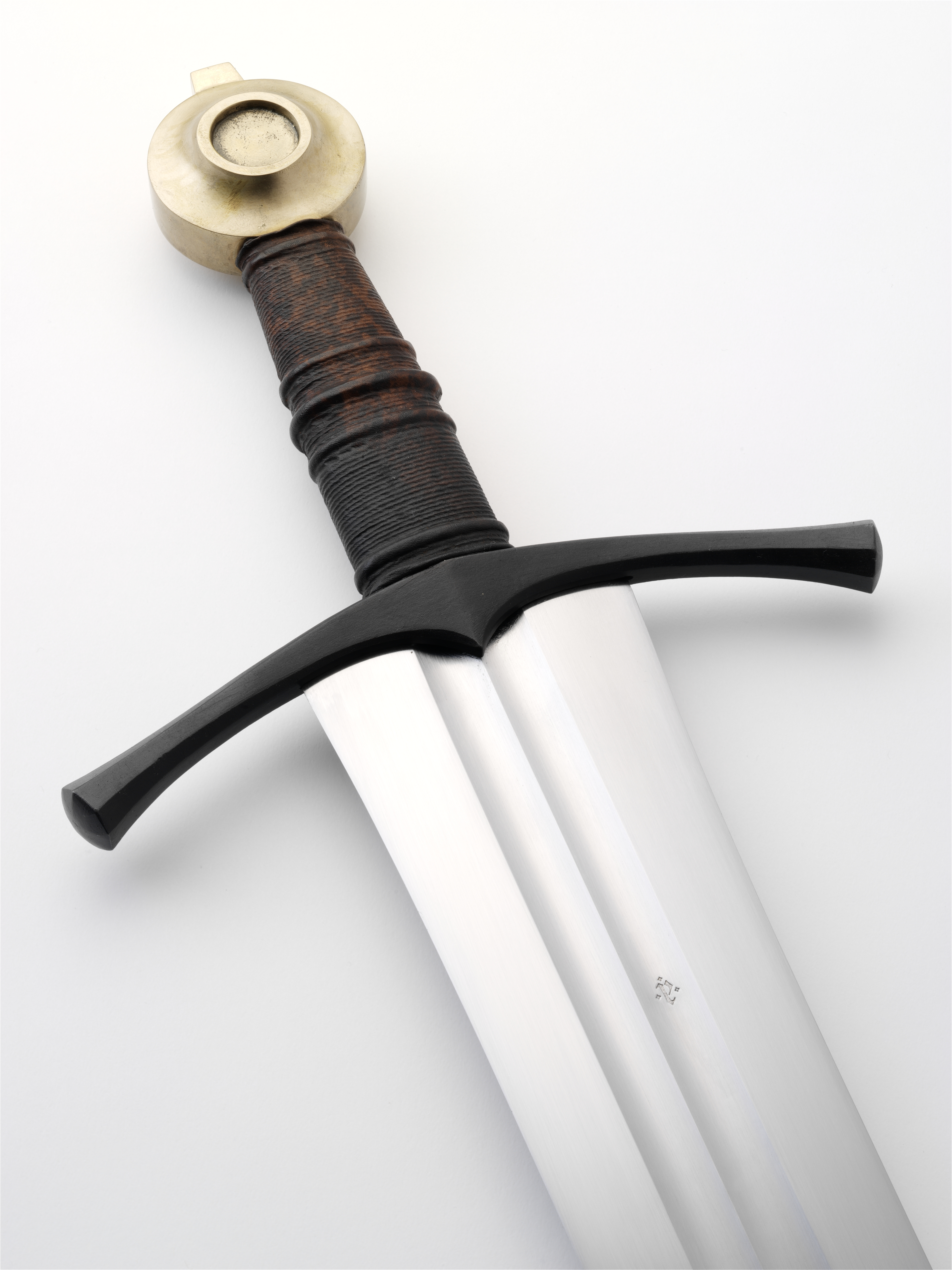
Réplica de una espada tipo XIV con pomo en "rueda" (tipo J), típica del período 1270-1340
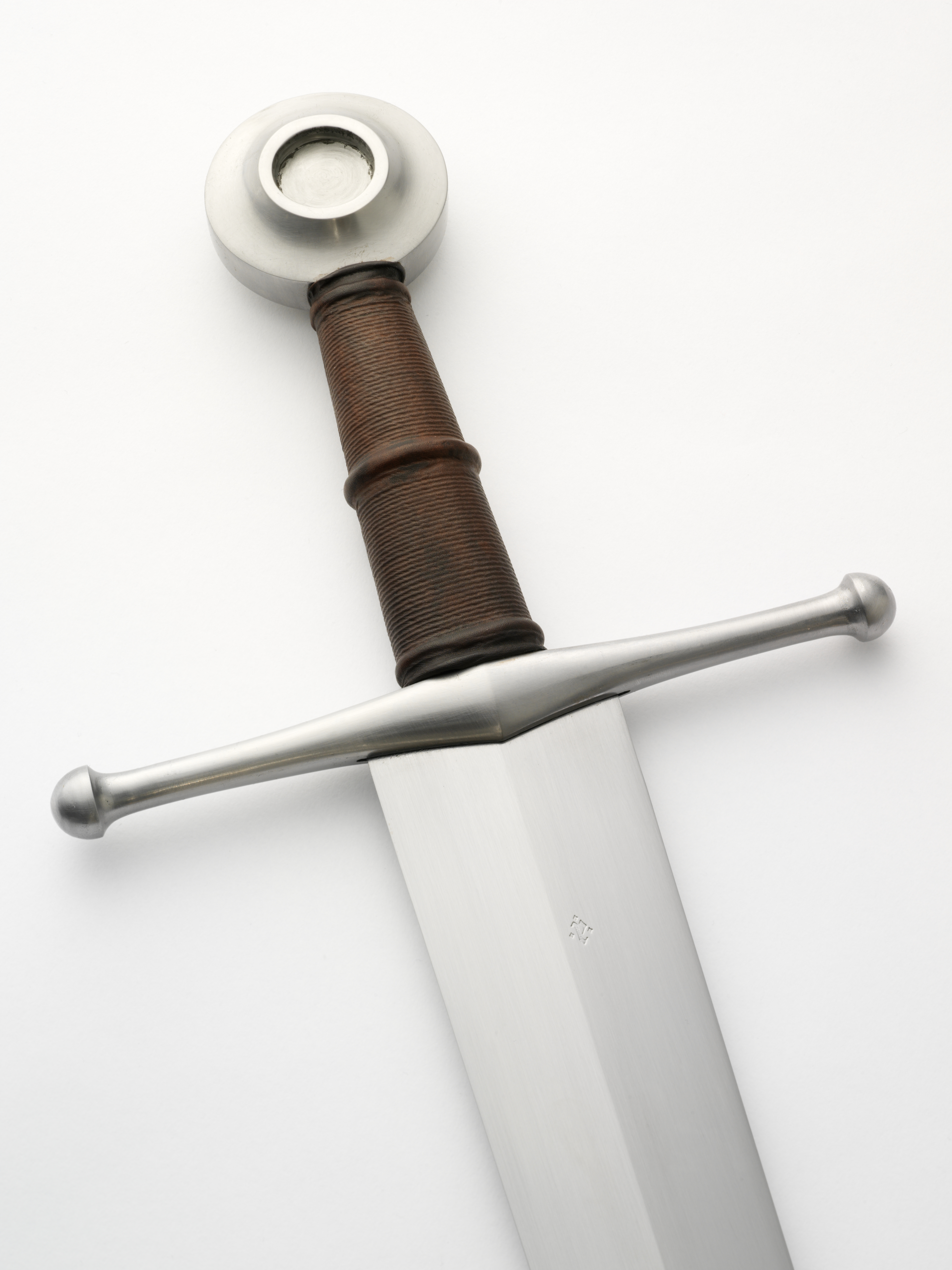
Réplica de espada tipo XV, típica de principios-mediados del siglo XV
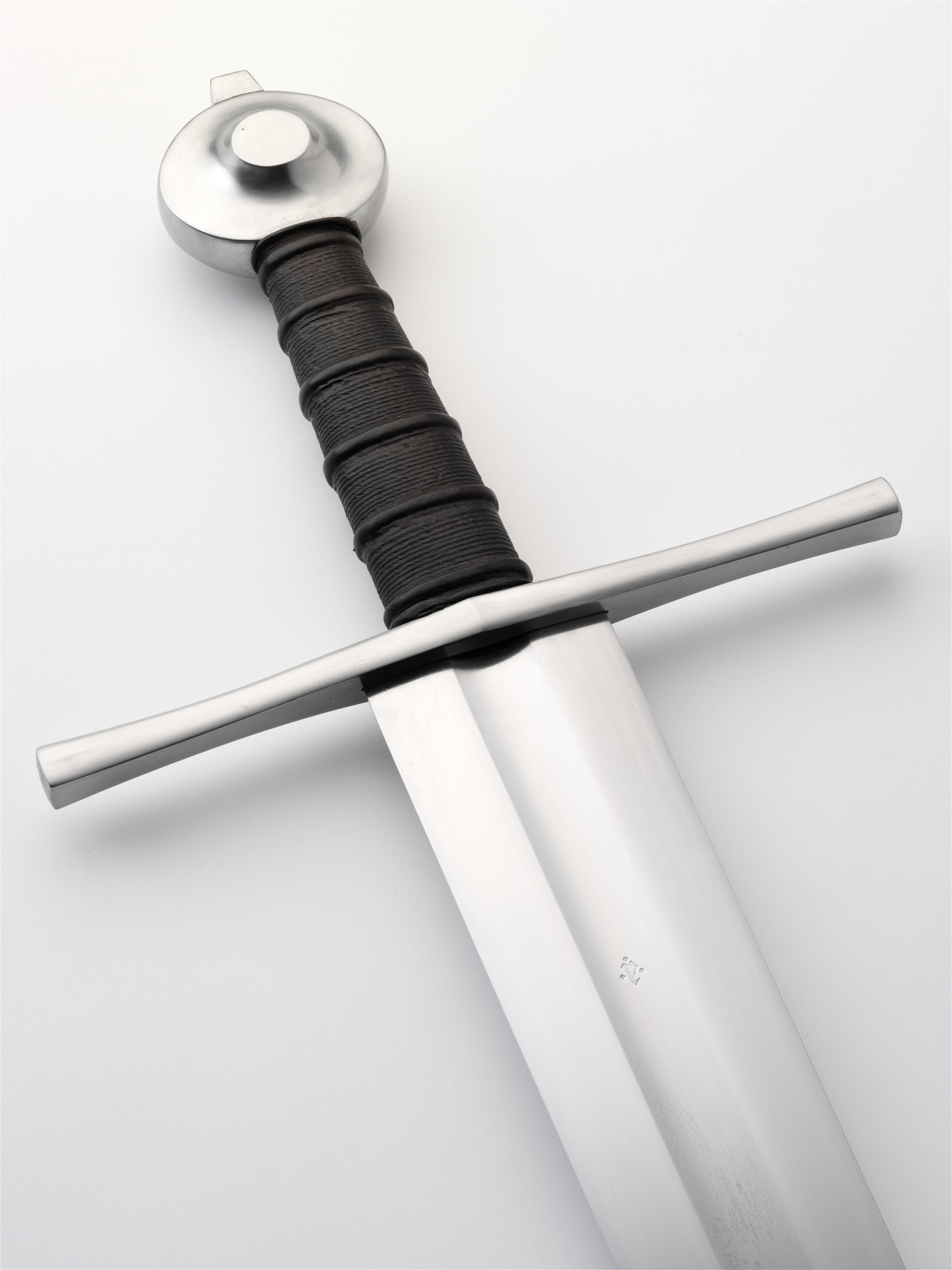
Réplica de espada tipo XVI (pomo tipo K) típica de principios-mediados del siglo XIV
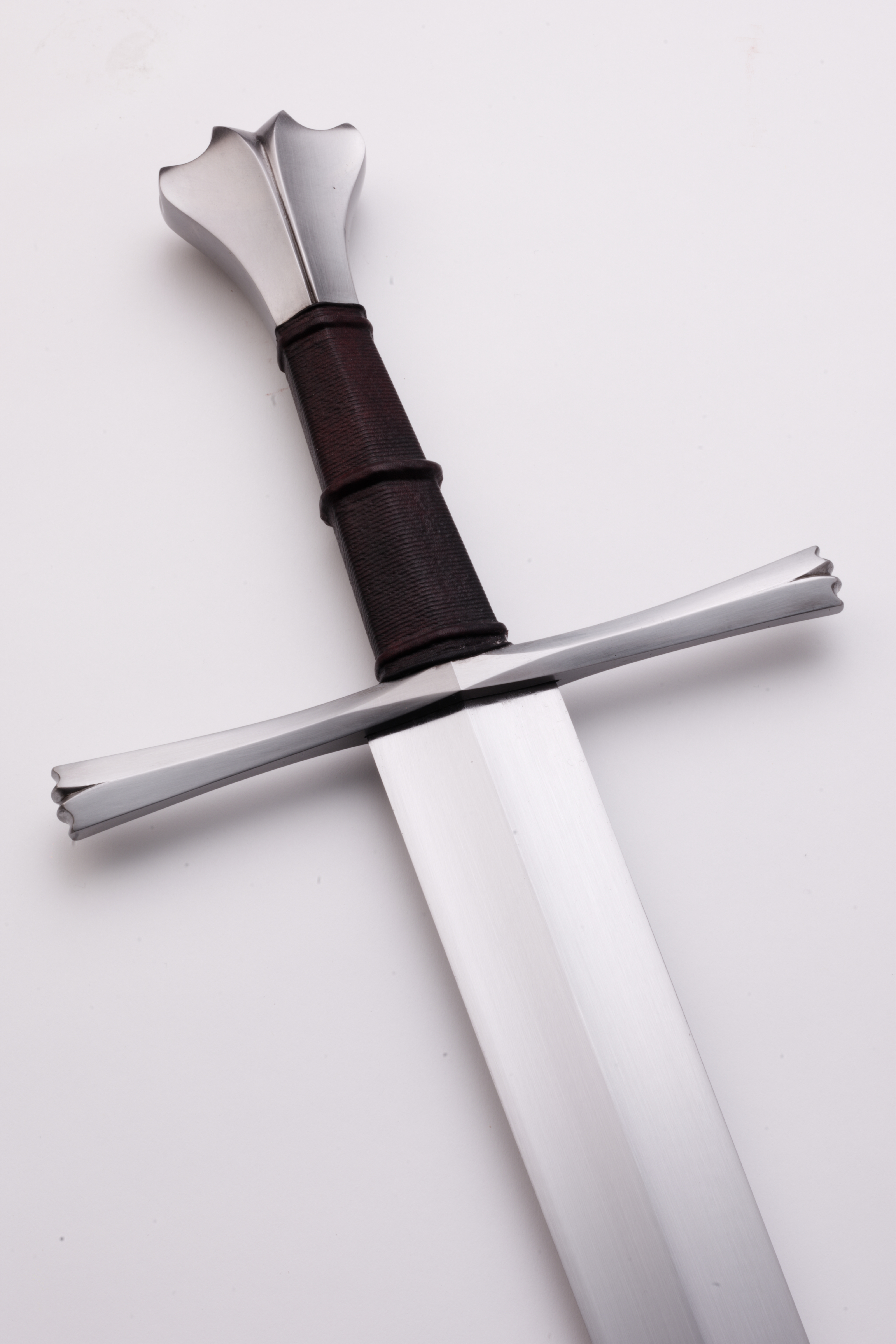
Réplica de espada tipo XVIII (pomo tipo V) típica de finales del siglo XV

## Inscripciones de hoja
Muchas espada europeas del período altomedieval tienen inscripciones en sus hojas. Las hojas con inscripciones fueron particularmente populares durante el siglo XII. Muchas de estas inscripciones son cadenas de letras confusas, a menudo aparentemente inspiradas en fórmulas religiosas, especialmente la frase in nomine Domini y la palabra benedictus o benedicat.
La moda del siglo XII para las inscripciones en las hojas se basa en la tradición anterior, de los siglos IX al XI, de las llamadas espadas Ulfberht. Un solo hallazgo extraviado de Alemania Oriental, fechado a fines del siglo XI o posiblemente a principios del siglo XII, combina una inscripción Ulfberht e in nomine domini (en este caso, +IINIOMINEDMN ).
Muchas inscripciones de hojas de finales del siglo XII y XIII son aún más indescifrables, ya que no se parecen a la frase in nomine domini, a veces se asemejan a cadenas aleatorias de letras, como ERTISSDXCNERTISSDX, +NDXOXCHWDRGHDXORVI+, +IHININIhVILPIDHINIhVILPN+ (espada de Pernik).